# Ulf Tikkanen
Ulf Jakob Tikkanen, född 11 februari 1920 i Helsingfors, död där 14 februari 1969, var en finländsk skulptör.
Tikkanen gjorde sig främst känd som skapare av skulpturer med djurmotiv, särskilt fågelkompositioner. Han utförde även ett antal statyer för hjältegravar, bland annat i Jakobstad (1951) och Houtskär (1961), fontänstoder med mera.